# Фатч, Эдди
Эдди Фатч (англ. Eddie Futch; 9 августа 1911, Хилсборо, США — 10 октября 2001, Лас-Вегас, США) — американский боксёр и тренер по боксу.
Член Международного зала боксёрской славы.

## Биография
Родился 9 августа 1911 года в Хилсборо, штат Миссисипи. Вырос в Детройте, Мичиган.
Занимался лёгкой атлетикой и баскетболом.

## Любительская карьера
В 1930-х годах выиграл ряд региональных турниров в лёгком весе. Завершил карьеру с рекордом 37-3. Не смог перейти в профессиональный бокс, так как врачи обнаружили у него шумы в сердце.

## Карьера тренера
В 1966 году начал работать с Джо Фрейзером. Был помощником тренера. Главным тренером тогда был Янси Дарэм. Помог разработать стратегию, принёсшую Фрейзеру победу над Мохаммедом Али в марте 1971 года. Когда Дарэм умер в 1973 году, Фатч занял пост менеджера и тренера Фрейзера.
Тренировал Кена Нортона. Среди прочего, помог ему победить Мохаммеда Али в марте 1973 года.
За время своей карьеры работал со многими известными боксёрами. Среди них: Майк Маккаллум, Алексис Аргуэльо, Боб Фостер, Риддик Боу, Ларри Холмс, Майкл Спинкс, Тревор Бербик, Джонни Тапиа и многие другие.
Завершил карьеру тренера в 1998 году. За это время подготовил 21 чемпиона мира.

## Смерть
Умер в Лас-Вегасе 10 октября 2001 года в возрасте 90 лет.

## Награды и признание
- «Менеджер года» по версии BWAA (1): 1975.
- «Барни Наглер Эворд» BWAA (1): 1982.
- «Тренер года» по версии BWAA (2): 1991, 1992.
- «Джеймс Фарли Эворд» BWAA (1): 1996.
- Именем Фатча названа премия, вручаемая лучшему тренеру года по версии BWAA.
- В 1994 году включён в Международный зал боксёрской славы.
- В 1997 году журнал The Ring назвал Фатча лучшим тренером мира за последние 75 лет.

## Семья
Был дважды женат. С 1996 года и до своей смерти был женат на Эве Марлен Фатч. У Фатча было четверо детей.